# Saudi Awwal Bank
Die Saudi Awwal Bank (abgekürzt: SAB, arabisch البنك السعودي الأول, DMG al-Bank as-saʿūdī al-awwal ‚erste saudische Bank‘) ist eine saudi-arabische Bank mit Sitz in Riad. Sie bietet eine Reihe von Bankdienstleistungen sowie Scharia-konforme Produkte an. Sie ist in den folgenden Segmenten tätig:
- Retail Banking

- Corporate Banking

- Investment Banking

- Treasury-Segment

Sie hat folgende Tochtergesellschaften: HSBC Saudi-Arabia (49 %), SAB Insurance Agency Limited, SAB Insurance Services Limited, SAB Securities Limited, SAB Takaful.
SAB ist gemessen an den Einlagen eine der fünf größten saudischen Banken und verfügt über mehr als 80 Filialen in ganz Saudi-Arabien und eine Filiale in London.

Zentrale der SAB in Riad

Die Aktien sind an der Tadawul notiert und Teil des Tadawul All-Share Index (TASI).

## Geschichte

### British Bank of Iran and the Middle East
Die British Bank of Iran and the Middle East, die später zur British Bank of the Middle East (BBME) wurde, eröffnete 1950 Filialen in Dschidda und Khobar. Insbesondere die Filiale in Dschidda war für ihre Gewinne vom Haddsch abhängig, der muslimischen Pilgerfahrt nach Mekka. Die Hongkong and Shanghai Banking Corporation (HSBC) übernahm die BBME 1959.

### Saudi Arab British Bank
1976 setzte die Zentralbank ihre umfassende Politik der Nationalisierung des Bankensektors in Kraft, um der Dominanz ausländischer Banken in diesem Sektor und ihren Auswirkungen auf die saudische Wirtschaft entgegenzuwirken. Folglich wies sie alle ausländischen Bankfilialen an, sich in Saudi-Arabien niederzulassen (d. h. saudische Unternehmen mit saudischem Kapital zu werden) und beschränkte ihre Muttergesellschaften auf 40 Prozent Eigentum an diesen neuen Unternehmen.
Infolgedessen wurde HSBC 1978 in Saudi-Arabien gegründet und für lokale Eigentümer geöffnet, indem sie sich in Saudi Arab British Bank (SABB) umbenannte. Das Eigentum wurde zu 60 % von Saudi-Arabien und zu 40 % von HSBC gehalten.
HSBC Holdings of Britain hielt einen Anteil von 49 % an dem Joint Venture, während SABB 51 % hielt, bis die HSBC Group im Oktober 2019 Anteile von SABB erwarb und mit einem Anteil von 51 % zum Hauptaktionär wurde.

### Fusion mit der Alawwal Bank
Am 16. Mai 2018 beschlossen SAB, ehemals SABB, und die Alawwal Bank (ehemals Saudi Hollandi Bank) die Übernahme von Alawwal durch SABB. Damit hörte die Alawwal Bank auf, als juristische Person zu existieren und wurde in die SABB aufgenommen, wodurch die drittgrößte Bank Saudi-Arabiens mit einer Marktkapitalisierung von 17,2 Milliarden US-Dollar entstand.
Die Aktionäre der SABB besaßen 73 Prozent der neuen Bank, deren Vorsitzende die saudische Geschäftsfrau Lubna Al Olayan ist. Die endgültige Einigung über den Fusionsvertrag wurde eine Woche nach dem Start des Financial Sector Development Program durch die saudische Regierung bekannt gegeben, einem Exekutivprogramm zur Umstrukturierung des saudischen Finanzsektors, um einen effektiven Kapitalmarkt zu schaffen, der die Ziele der Wirtschaftsreformpläne „Vision 2030“ unterstützen kann.
Die Fusion der beiden Banken wurde am 16. Juni 2019 abgeschlossen. Die Integration wurde nach 18 Monaten abgeschlossen. Bis dahin hatte die Bank den Namen „Saudi British Bank“.
Am 14. März 2021 wurden Alawwal und SABB vollständig integriert. Nach Abschluss der Fusion erhielt die Bank ihren heutigen Namen. Sie verwendet in ihrem Branding das bekannte Sechseck-Logo und die Schriftart von HSBC. Die fusionierte Bank wird einen Gesamtumsatz von 10,9 Milliarden Saudi-Riyal (Stand 2021), mehr als eine Million Privatkunden und das zweitgrößte Unternehmensvermögen nach Vermögenswerten haben.